# Штернберг
Штернберг (њем. Sternberg) град је у њемачкој савезној држави Мекленбург-Западна Померанија. Једно је од 76 општинских средишта округа Пархим. Према процјени из 2010. у граду је живјело 4.446 становника. Посједује регионалну шифру (AGS) 13060073.

## Географски и демографски подаци
Штернберг се налази у савезној држави Мекленбург-Западна Померанија у округу Пархим. Град се налази на надморској висини од 40 метара. Површина општине износи 67,7 km². У самом граду је, према процјени из 2010. године, живјело 4.446 становника. Просјечна густина становништва износи 66 становника/km².